# Municipio de Redbridge (Londres)
Redbridge es un municipio del Gran Londres (Inglaterra) Reino  Unido (London Borough of Redbridge) localizado en el nordeste del mismo, en el área conocida como Londres exterior. Es conocido por sus parques y espacios abiertos, excelentes conexiones de transporte y zonas comerciales.
En esta zona diversa de más de cuarto de millón de habitantes, su variedad se refleja en los distintos restaurantes, tiendas, y zonas de ocio. La sede administrativa se encuentra en Ilford. La autoridad local es el Redbridge London Borough Council.

## Historia
El nombre procede de un puente sobre el río Roding que fue demolido en el año 1921. Era un puente de ladrillo rojo, a diferencia de otros puentes de la zona, elaborados con piedra blanca. El nombre se aplicó primero a la zona de Redbridge y la estación de metro de Redbridge se inauguró en 1947. Anteriormente fue conocido como Hocklee's Bridge.
El municipio se formó en 1965 por el Acta de Gobierno de Londres de 1963 con la fusión de los territorios de:
| Anterior distrito local                              | Población (1961) |
| ---------------------------------------------------- | ---------------- |
| Ilford                                               | 178.024          |
| Wanstead y Woodford                                  | 61.416           |
| parte septentrional de Dagenham, en torno a Hog Hill | 3.569            |
| parte meridional de Chigwell, en torno a Hainault    | 7.071            |

Todos los cuales se transfirieron de Essex al Gran Londres en virtud de la Ley.

## Demografía
Según el censo de 2001, Redbridge tenía 238 635 habitantes. El 63,52% de ellos eran blancos, el 24,98% asiáticos, el 7,58% negros, el 2,44% mestizos, y el 1,45% chinos o de otro grupo étnico. Un 21,36% eran menores de 16 años, un 71,78% tenían entre 17 y 74, y un 6,84% eran mayores de 75. La densidad de población era de 4230 hab/km² y había 92 288 hogares con residentes.
De los 113 293 habitantes económicamente activos, el 90,25% tenían un empleo, el 5,5% estaban desempleados y el 4,24% eran estudiantes a tiempo completo.

## Distritos

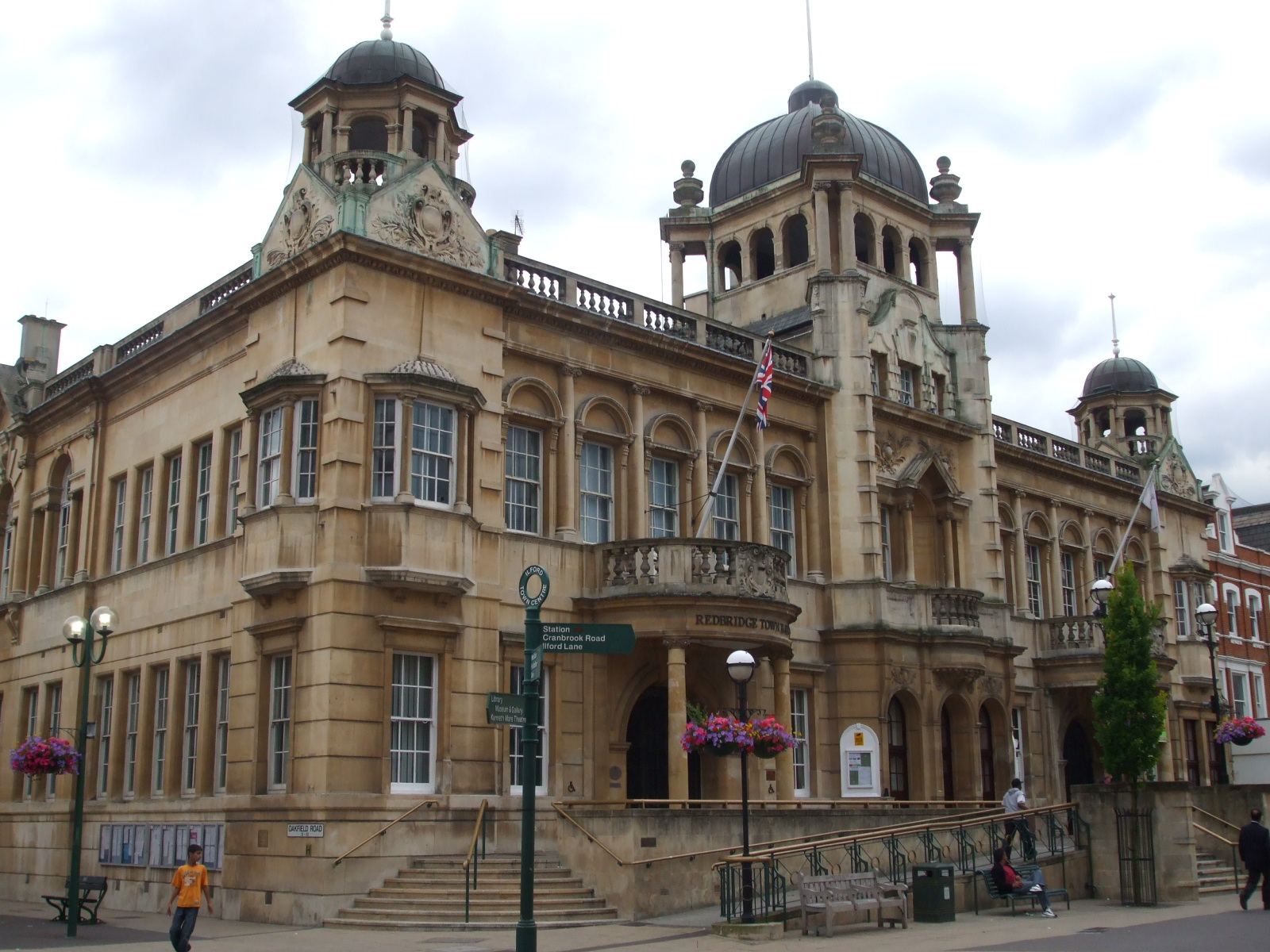
Ayuntamiento de Redbridge en Ilford High Road

El municipio de Redbridge está formado por los siguientes distritos:
- Aldborough Hatch
- Aldersbrook
- Barkingside
- Chadwell
- Church End
- Clayhall
- Cranbrook
- Fairlop
- Fullwell Cross
- Gantes Hill
- Goodmayes
- Hainault
- Ilford
- Little Heath
- Loxford
- Monkhams
- Newbury Park
- Redbridge
- Roding
- Seven Kings
- Snaresbrook
- Valentines
- South Woodford
- Wanstead
- Wanstead Flats
- Woodford
- Woodford Bridge
- Woodford Green